# Jon Brower Minnoch
Jon Brower Minnoch (Bainbridge Island, Washington; 29 de septiembre de 1941-Seattle, Washington; 10 de septiembre de 1983) fue un ciudadano estadounidense calificado como el hombre más pesado del que se tienen datos. Llegando a su peso más alto, estaba en los 635 kg. Esta cifra es solamente una estimación, ya que, debido a su peso extremo y su delicada salud, fue imposible utilizar una balanza que fuese totalmente exacta. Era un residente de Bainbridge Island, Washington. Este peso le llevó en 1977 a ostentar el récord Guinness a la persona más obesa del mundo.

## Biografía

### Niñez y juventud
Minnoch sufrió de obesidad mórbida desde su niñez. A la edad de 12 años, pesaba 132 kg y, a sus 22, medía 1,85 m y pesaba 178 kg.

### Hospitalización
Su peso continuó subiendo hasta su hospitalización en marzo de 1978 debido a fallos cardíacos y respiratorios. Ese mismo año, rompió el récord de la mayor diferencia de peso entre dos cónyuges, cuando se casó con su esposa Jeannette, de solamente 55 kg, con la que tuvo dos hijos. A Minnoch le fue diagnosticado un edema generalizado, que causó que su cuerpo acumulara excesivo fluido extracelular. Mientras estaba hospitalizado, el endocrinólogo Robert Schwartz estimó que unos 408 kg de su peso total eran fluidos retenidos.
Transportar a Minnoch fue muy difícil. Se necesitaron cerca de una docena de bomberos y personal de rescate, además de una camilla especialmente modificada y un transbordador para transportarlo al University of Washington Medical Center, en Seattle. Allí, fue recostado en dos camas unidas y se necesitaban trece personas para girarlo en los cambios de sábanas.

### Fallecimiento
Se le dio el alta del hospital luego de 6 meses de una estricta dieta de 1200 calorías por día. Pesaba solamente 216 kg, habiendo perdido aproximadamente 419 kg de peso, siendo esta la segunda pérdida de peso más grande documentada en la historia (después de Khalid bin Mohsen Shaari). De todos modos, volvió a ser hospitalizado un año después, en octubre de 1981, después de haber doblado su peso a 432 kg. Siendo su edema incurable y difícil de tratar, se decidió suspender el tratamiento, y murió 23 meses después, el 10 de septiembre de 1983 a la edad de 41 años, con un peso de 362 kg y un IMC de 105,3.